# 孔切尔维亚诺
孔切尔维亚诺（義大利語：Concerviano），是意大利列蒂省的一个市镇。总面积21.47平方公里，人口334人，人口密度15.6人/平方公里（2009年）。ISTAT代码为057023。